# Worldwatch Institute
Worldwatch Institute är ett forskningsinstitut som arbetar med miljöforskning ur ett globalt perspektiv. Institutet grundades år 1974 av Lester Brown och är baserat i Washington, D.C. Nuvarande president är Christopher Flavin.
Sedan 1984 har institutets årliga The State of the World-rapport utkommit med en årlig utvärdering av brådskande globala miljöproblem och de innovativa idéer som föreslås och praktiseras över hela jorden för att ta itu med dem. Institutet har även publicerat Vital Signs eller ”viktiga tecken”, som årligen övervakar flera sociala, miljömässiga och ekonomiska trender. Worldwatch Institutes publikationer har blivit tryckta på mer än tre dussin språk av globala partners i 40 länder. Worldwatch Institutes svenska partner är Naturvårdsverket